# Opel Rekord B
Der Opel Rekord B ist ein Pkw-Modell der seinerzeit zum US-amerikanischen Automobilkonzern General Motors (GM) gehörenden Automobilmarke Opel und gehörte zur Baureihe Rekord. Er wurde im August 1965 als Nachfolger des Opel Rekord A vorgestellt und ab August 1966 durch den Rekord C abgelöst.
Abhängig von der Literaturquelle wird er der oberen Mittelklasse oder der Mittelklasse zugerechnet.

## Modellgeschichte

### Allgemeines
Der Rekord B war eine modernisierte Variante des Opel Rekord A.

Die Karosserie des Rekord A war am Heck und Front (hier im Vorgriff auf den Rekord C mit umlaufender Zierleiste und rechteckigen Scheinwerfern) modifiziert worden. Auch das Fahrwerk des „B“ stammte im Wesentlichen vom „A“, jedoch mit verbreiterter Spur und nun mit bei allen Varianten serienmäßiger Zweikreis-Bremsanlage mit Scheibenbremsen vorn und Bremskraftverstärker. Die Elektrik wurde auf 12 Volt umgestellt. Innen gab es nun serienmäßig Einzelsitze, deren Lehnen allerdings nicht verstellbar waren. Die Vierzylindermotoren im Rekord B waren neu konstruiert worden.
Der Wagen war als zwei- und viertürige Limousine, als Kombi („CarAVan“) und als Coupé erhältlich.

In knapp einjähriger Bauzeit entstanden insgesamt rund 296.000 Stück, darunter auch die auf der Karosserie der zweitürigen Rekord-B-Limousine basierenden Opel Olympia-Sparmodelle;  sie waren lediglich in der Grundausstattung mit 1,5-Liter-Motor und einem mittels Lenkradschaltung manuell betätigten Dreiganggetriebe erhältlich.
Warum dieses Modell nur ein Jahr gebaut wurde (August 1965 bis Juli 1966, Auslieferung nur acht Monate lang), wird in der Literatur unterschiedlich erklärt. Nach einer Darstellung war der Rekord B von Anfang an als Übergangsmodell geplant: Opel wollte ursprünglich eine neu entwickelte Motorengeneration gleichzeitig mit einem neuen Wagen präsentieren, dieser war jedoch noch nicht serienreif. Also passte man den Rekord A stilistisch etwas an den noch nicht fertigen Nachfolger an (Breitbandscheinwerfer, Kühlergrill und umlaufende Chromrahmen an Front und Heck) und stellte in diesem Rekord B genannten Modell die neuen Motoren vor. Einer anderen Darstellung zufolge hätten erst die im Vergleich zum Ford P5 nicht zufriedenstellenden Verkaufszahlen des Rekord B den Ausschlag dazu gegeben, bereits 1966 erneut einen neuen Typ vorzustellen. Das ist wenig plausibel, denn das Entwickeln eines neuen Wagentypes dauert gemeinhin weit länger als ein Jahr.
Die hohe Zuverlässigkeit der Technik der älteren Opel-Rekord-Typen blieb auch beim Rekord B erhalten. Unverändert blieben jedoch auch die massiven Rostprobleme der Baureihe, vor allem im Bereich der A-Säule, des Stehblechs, der Schweller, sowie der vorderen Radkästen und Kotflügel.

### Karosserievarianten

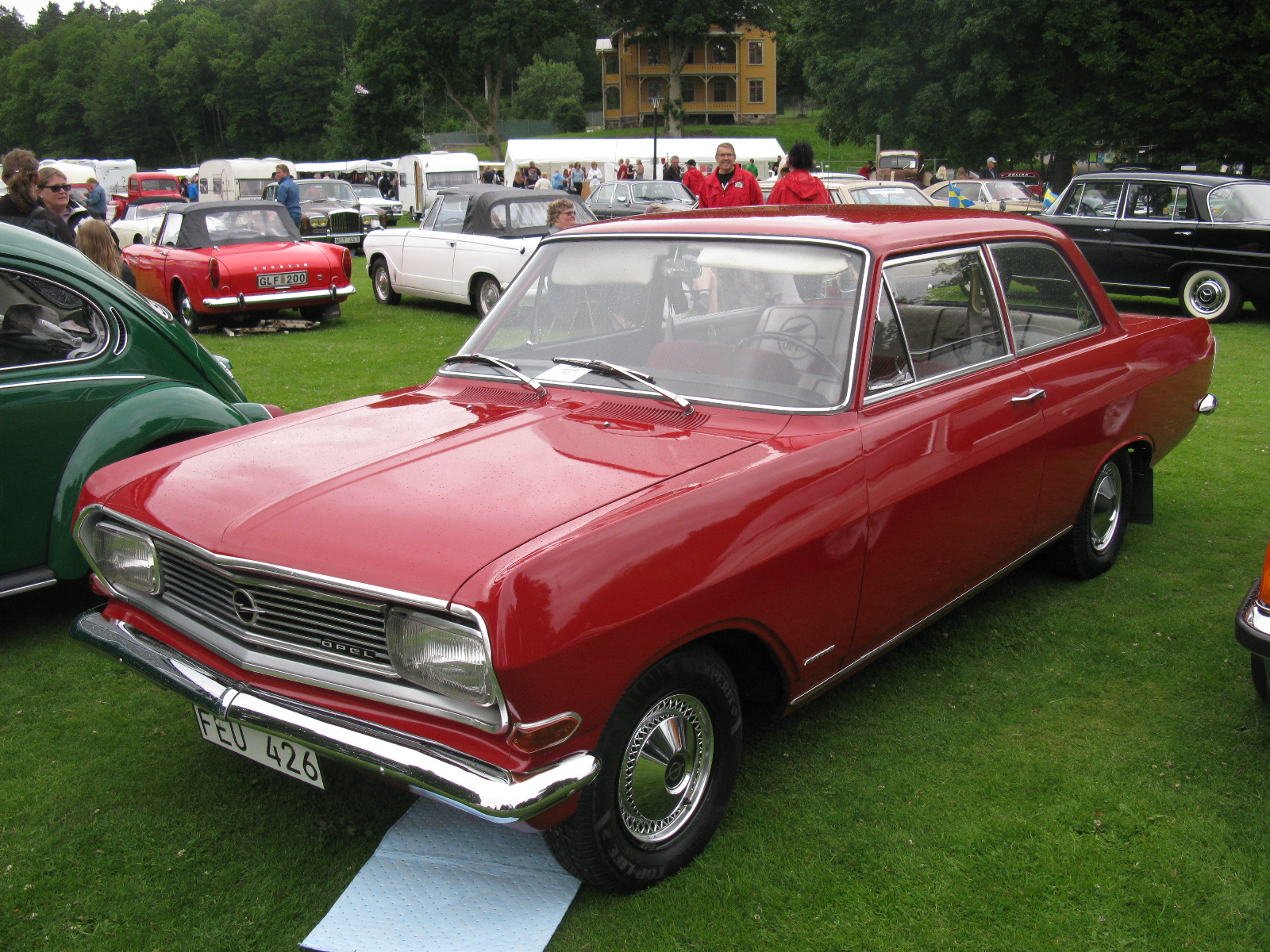
Opel Rekord als zweitürige Limousine
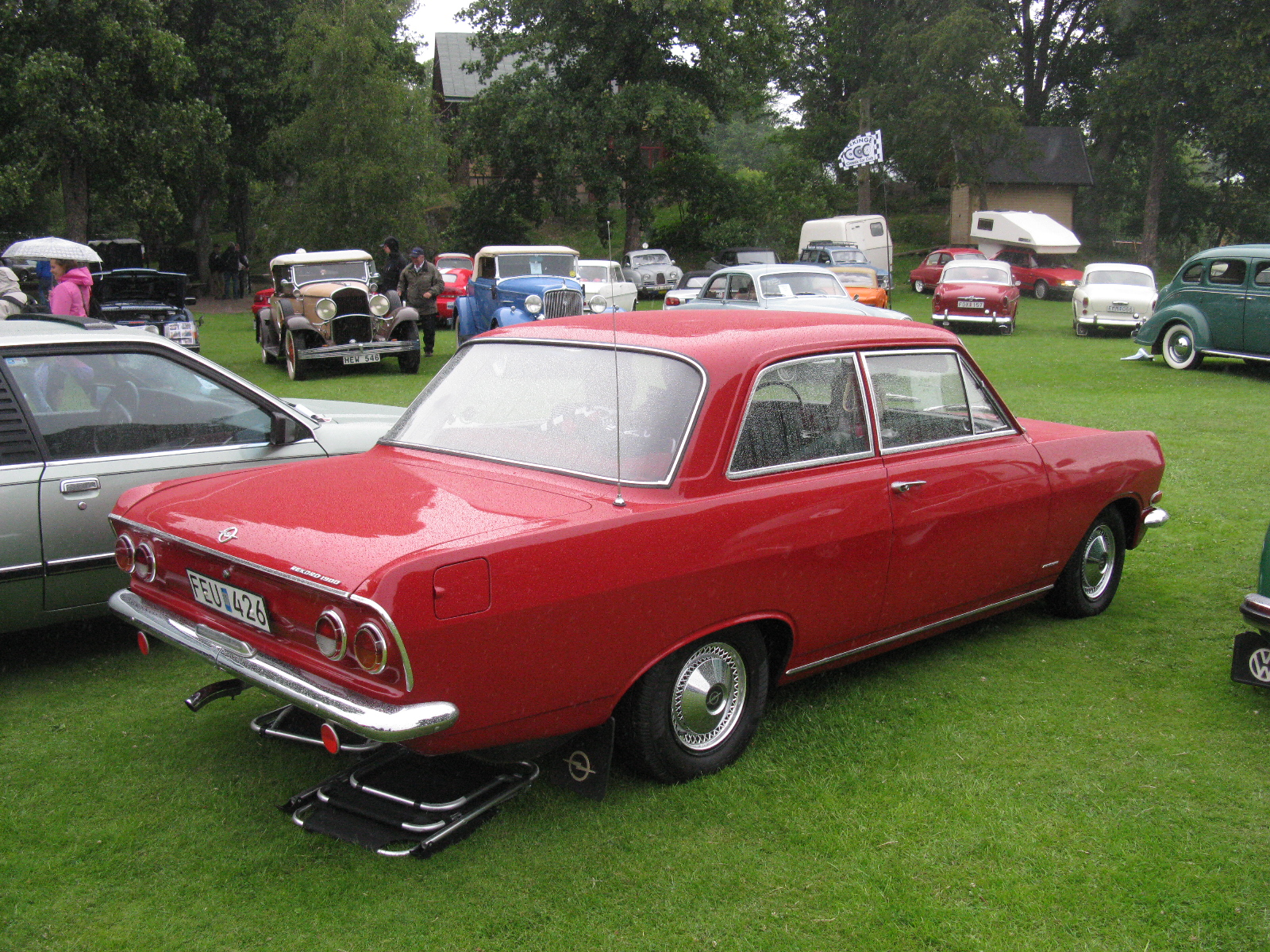
Opel Rekord als zweitürige Limousine (Heckansicht)
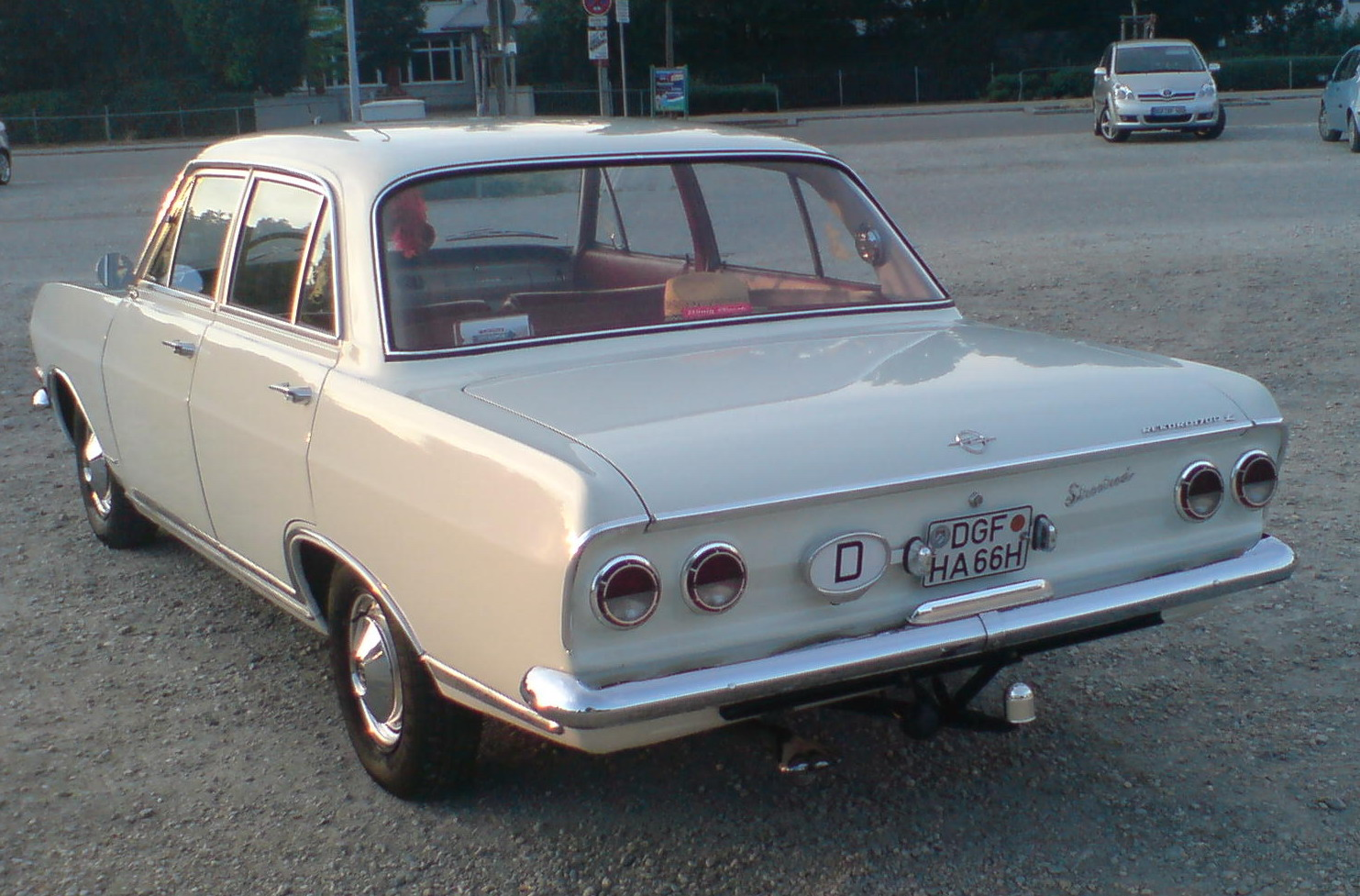
Heckansicht
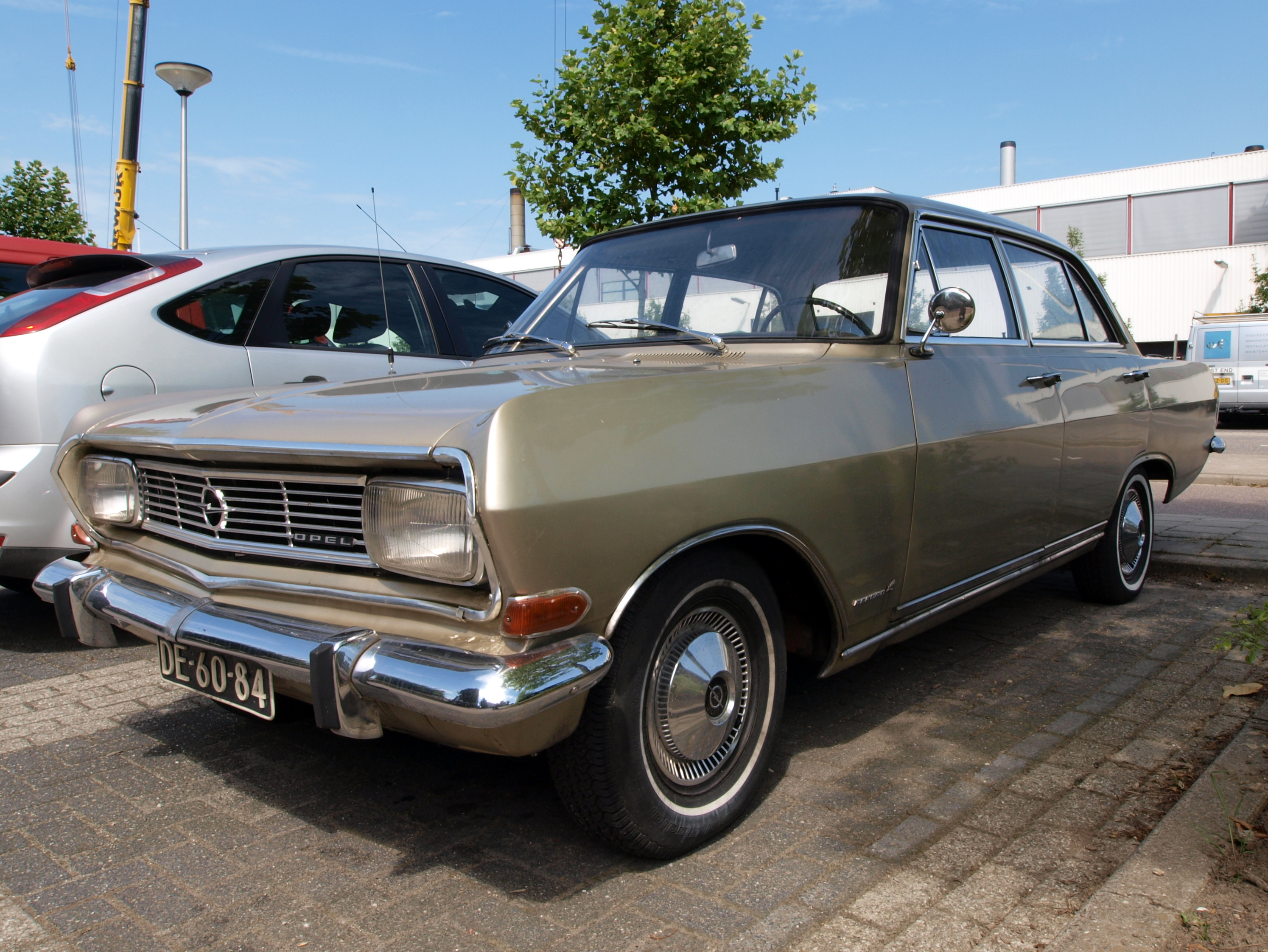
Opel Rekord als viertürige Limousine
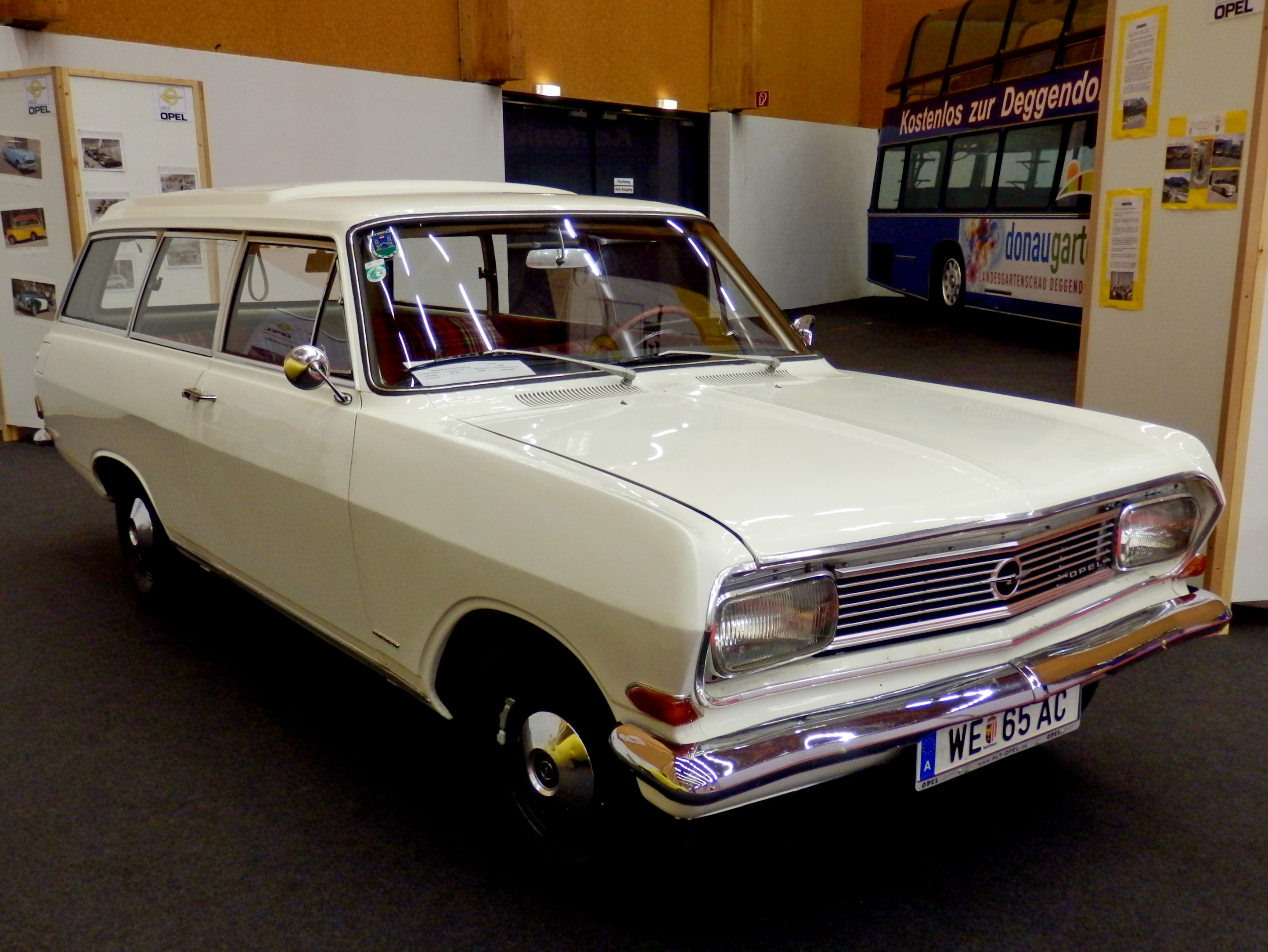
Opel Rekord CarAVan
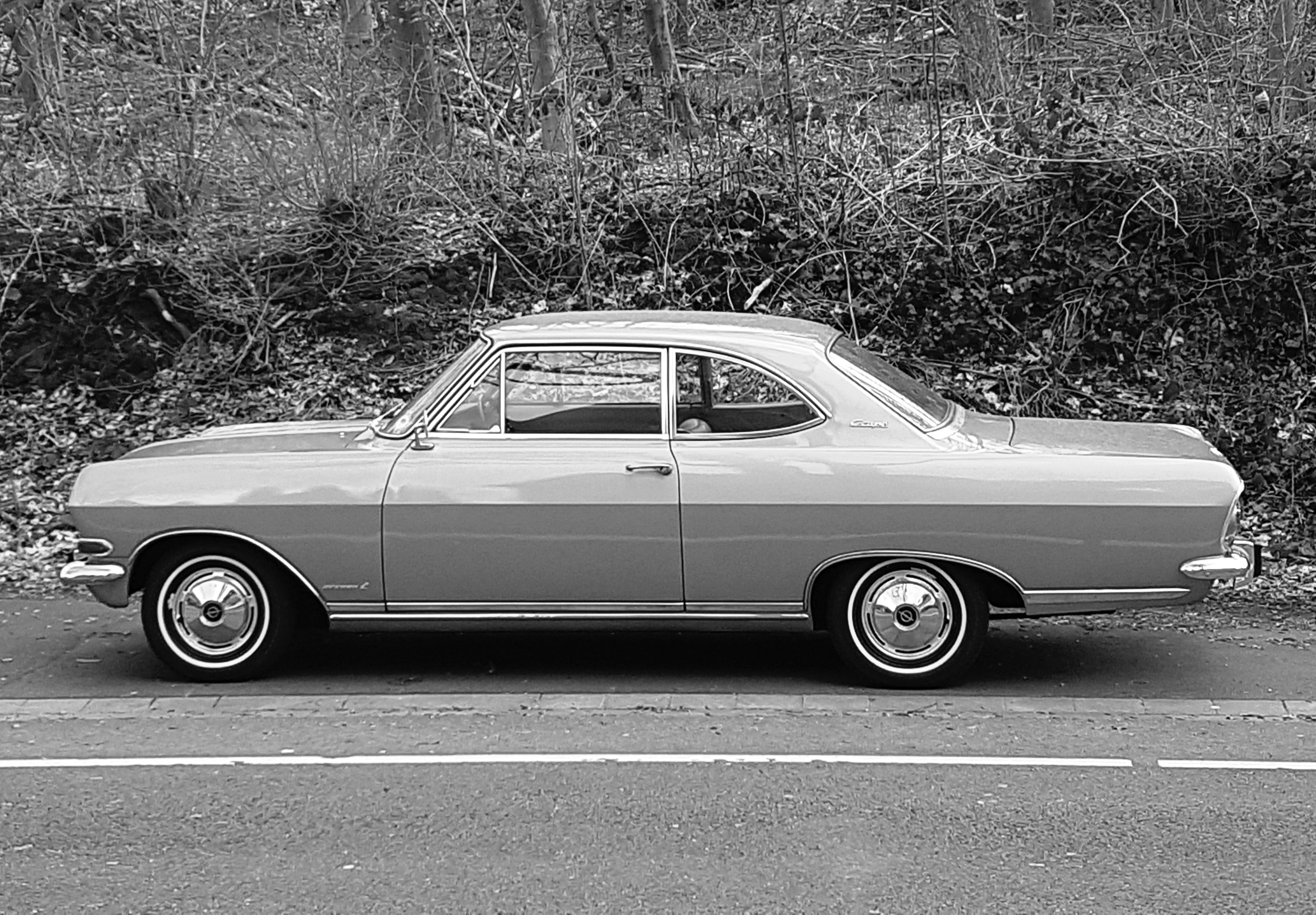
Opel Rekord B Coupé 1965
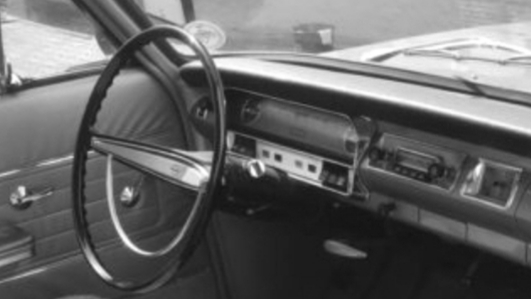
Innenraum Rekord L Coupé
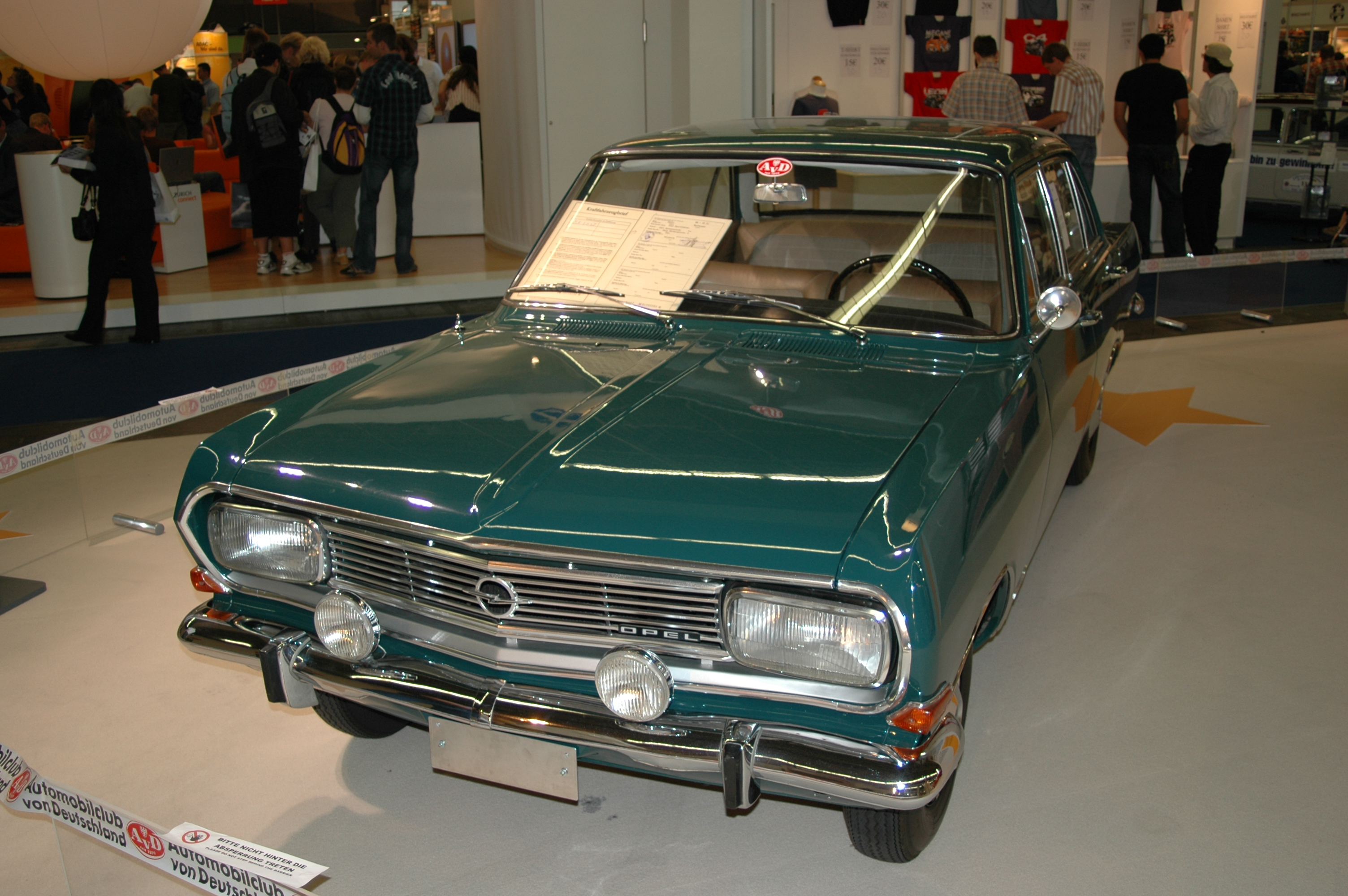
Opel Rekord 1900 von Sepp Herberger

## Motoren und Getriebe
Eine wichtige technische Neuerung waren die komplett neu entwickelten CIH-Vierzylindermotoren mit 60, 75 und 90 PS (44, 55 und 66 kW) als Ersatz für die alte OHV-Konstruktion, die noch aus dem ab 1937 produzierten Opel Olympia stammte. Der bisherige Motor galt zwar als anspruchslos und zuverlässig, seine Entwicklungsmöglichkeiten waren jedoch ausgereizt. Bei dem neuen Motor des Rekord B werden die Ventile nicht mehr über lange Stoßstangen von einer untenliegenden seitlichen Nockenwelle betätigt, sondern die nun im Zylinderkopf befindliche Nockenwelle wirkt über kurze Stößel und Blechpress-Kipphebel auf die Ventile. Diese Kipphebel sind nicht auf einer Achse drehbar gelagert, sondern werden durch Zuganker mit einer entsprechend gestalteten Einstellmutter gehalten. Die Welle wird von einer Duplexkette statt von Stirnrädern angetrieben. Diese Motorengeneration war, technisch weiterentwickelt, bis in die 1990er Jahre im Opel-Programm, zuletzt als 2,4 Liter 4-Zylinder mit Bosch Motronic in den Modellen Omega und Frontera A.
Parallel wurde im Rekord B weiterhin (und letztmals) der bisherige 2,6-Liter-OHV-Reihensechszylinder angeboten, der noch auf dem Aggregat des Opel Super 6 von 1937 basierte. Ein  CIH-Sechszylinder wurde erst später in der KAD A-Reihe angeboten. Wie schon beim Rekord A L-6 war der Reihensechszylinder etwas schwerer als ein Vierzylinder, was die Lenkung im Stand und beim Rangieren verglichen den 4-Zylindermodellen schwergängiger machte. Eine Servolenkung war jedoch nur bei den Oberklasse-Modellen der Opel-KAD-A-Reihe erhältlich.
In Verbindung mit den neuen CIH Vierzylinder Triebwerken kamen nun auch moderne Fallstromvergaser von SOLEX/DVG zum Einsatz, wobei die 1,7- und 1,9-Liter S Motoren mit 75 und 90 PS (55 und 66 kW) eine komfortable und zeitgemäße, warmwasserbeheizte Startautomatik hatten. Die altbewährten und im eigenen Hause produzierten Opel-Fallstrom-Vergaser (Lizenz Carter) mit manuellem Choke sollten im Rekord B anfangs nur noch bei den 2,6-Liter-OHV-Sechszylindermotoren eingebaut werden. Jedoch traten bei den mit Solex-Vergasern bestückten 1,5-Liter-CIH-Motoren Abstimmungsprobleme auf, die kurzfristig nicht gelöst werden konnten. Daher entschied man sich nach etwa sechs Monaten, alle fortan produzierten Rekord-B-1,5-Liter-Modelle wieder mit dem altbewährten Opel-Carter-Vergaser auszurüsten. Dieser Vergaser kam auch noch bei der gesamten nachfolgenden Baureihe des Rekord C an allen 1,5-Liter- und 1,7-Liter-N-Motoren (60 PS/44 kW) zum Einsatz.
Limousine und Kombi des Rekord B waren in der Basisausstattung mit einem vollsynchronisierten Dreiganggetriebe und Lenkradschaltung ausgerüstet; das Coupé hatte serienmäßig ein Vierganggetriebe mit Mittelschaltung, welches gegen Aufpreis auch in Limousine und Kombi und in Verbindung mit Lenkradschaltung lieferbar war. Im Modell 1900 S mit 90 PS (66 kW) war erstmals bei einem Opel-Vierzylinder-Modell gegen entsprechenden Mehrpreis eine GM-Powerglide-Zweigang-Wandlerautomatik erhältlich. Sie  wurde mittels Wählhebel am Lenkrad betätigt.

## Technische Daten
| Technische Daten Opel Rekord B 1965/66 | | | | |
| Opel Rekord                            | 1500 | 1700 S | 1900 S | L-6 |
| Motor                                  | 4-Zylinder-Reihenmotor (Viertakt) | 4-Zylinder-Reihenmotor (Viertakt) | 4-Zylinder-Reihenmotor (Viertakt) | 6-Zylinder-Reihenmotor (Viertakt) |
| Hubraum                                | 1492 cm³ | 1698 cm³ | 1897 cm³ | 2605 cm³ |
| Bohrung × Hub                          | 82,5 × 69,8 mm | 88 × 69,8 mm | 93 × 69,8 mm | 85 × 76,5 mm |
| Leistung bei 1/min                     | 44 kW (60 PS) bei 4800 | 55 kW (75 PS) bei 5200 | 66 kW (90 PS) bei 5100 | 74 kW (100 PS) bei 4600 |
| Max. Drehmoment bei 1/min              | 103 Nm bei 2800–3600 | 127 Nm bei 2500–2900 | 146 Nm bei 2500–3100 | 181 Nm bei 2400 |
| Verdichtung                            | 8,2 : 1 | 8,8 : 1 | 9,0 : 1 | 8,2 : 1 |
| Gemischaufbereitung                    | 1 Fallstromvergaser | 1 Fallstromvergaser | 1 Register-Fallstromvergaser | 1 Fallstromvergaser |
| Ventilsteuerung                        | Hängende Ventile, kurze Stößel und Kipphebel (obenliegende Nockenwelle, Duplexkette)                                                             | Hängende Ventile, kurze Stößel und Kipphebel (obenliegende Nockenwelle, Duplexkette)                                                             | Hängende Ventile, kurze Stößel und Kipphebel (obenliegende Nockenwelle, Duplexkette)                                                             | Hängende Ventile, Stoßstangen und Kipphebel (seitliche Nockenwelle, Stirnräder)                                                                  |
| Kühlung                                | Wasserkühlung | Wasserkühlung | Wasserkühlung | Wasserkühlung |
| Getriebe                               | 3- oder 4-Gang-Schaltgetriebe (L-6 nur 4-Gang-Getriebe), Lenkrad- oder Mittelschaltung (auf Wunsch für 1900 S Powerglide-Zweigangautomatik (GM)) | 3- oder 4-Gang-Schaltgetriebe (L-6 nur 4-Gang-Getriebe), Lenkrad- oder Mittelschaltung (auf Wunsch für 1900 S Powerglide-Zweigangautomatik (GM)) | 3- oder 4-Gang-Schaltgetriebe (L-6 nur 4-Gang-Getriebe), Lenkrad- oder Mittelschaltung (auf Wunsch für 1900 S Powerglide-Zweigangautomatik (GM)) | 3- oder 4-Gang-Schaltgetriebe (L-6 nur 4-Gang-Getriebe), Lenkrad- oder Mittelschaltung (auf Wunsch für 1900 S Powerglide-Zweigangautomatik (GM)) |
| Radaufhängung vorn                     | Einzelradaufhängung an Doppelquerlenkern, Schraubenfedern, Kugelumlauflenkung                                                                    | Einzelradaufhängung an Doppelquerlenkern, Schraubenfedern, Kugelumlauflenkung                                                                    | Einzelradaufhängung an Doppelquerlenkern, Schraubenfedern, Kugelumlauflenkung                                                                    | Einzelradaufhängung an Doppelquerlenkern, Schraubenfedern, Kugelumlauflenkung                                                                    |
| Radaufhängung hinten                   | Starrachse an 2 semielliptischen Blattfedern mit 3 (Caravan 4) Federlagen                                                                        | Starrachse an 2 semielliptischen Blattfedern mit 3 (Caravan 4) Federlagen                                                                        | Starrachse an 2 semielliptischen Blattfedern mit 3 (Caravan 4) Federlagen                                                                        | Starrachse an 2 semielliptischen Blattfedern mit 3 (Caravan 4) Federlagen                                                                        |
| Bremsen                                | Scheibenbremsen vorn, Ø 238 mm, Trommeln hinten, Ø 230 mm                                                                                        | Scheibenbremsen vorn, Ø 238 mm, Trommeln hinten, Ø 230 mm                                                                                        | Scheibenbremsen vorn, Ø 238 mm, Trommeln hinten, Ø 230 mm                                                                                        | Scheibenbremsen vorn, Ø 238 mm, Trommeln hinten, Ø 230 mm                                                                                        |
| Karosserie                             | Stahlblech, selbsttragend | Stahlblech, selbsttragend | Stahlblech, selbsttragend | Stahlblech, selbsttragend |
| Spurweite vorn/hinten                  | 1321/1276 mm (L-6: 1325/1279 mm) | 1321/1276 mm (L-6: 1325/1279 mm) | 1321/1276 mm (L-6: 1325/1279 mm) | 1321/1276 mm (L-6: 1325/1279 mm) |
| Radstand                               | 2639 mm | 2639 mm | 2639 mm | 2639 mm |
| Länge                                  | 4529–4551 mm | 4529–4551 mm | 4529–4551 mm | 4529–4551 mm |
| Leergewicht                            | 990–1135 kg | 990–1135 kg | 990–1135 kg | 990–1135 kg |
| Höchstgeschwindigkeit                  | 133 km/h | 146–150 km/h | 154–162 km/h | 163–168 km/h |
| 0–100 km/h                             | 22–24 s | 17–24,5 s | 13,5–17 s | 13–14 s |
| Verbrauch (Liter/100 Kilometer) (1)    | 11,0 N | 12,0–12,5 S | 12,0–13,0 S | 12,0 S |